# Rozstání, Svitavy
Rozstání là một làng thuộc huyện Svitavy, vùng Pardubický, Cộng hòa Séc.